# Liste der denkmalgeschützten Objekte in Plánice
Grundlage dieser Liste der denkmalgeschützten Objekte in Plánice ist die ÚSKP-Liste (Ústřední seznam kulturních památek České republiky, deutsch Zentrale Liste der Kulturdenkmäler der Tschechischen Republik), die von der tschechischen Denkmalschutzbehörde NPÚ (Národní památkový ústav, deutsch Nationale Denkmalbehörde) seit 1987 geführt wird und an die seit dem Jahr 1850 geschaffenen Listen anschließt.

## Denkmalgeschützte Objekte nach Ortsteilen

### Plánice
| Lage                                                                           | Objekt                                            | Beschreibung | ÚSKP-Nr.                  | Bild                                              |
| ------------------------------------------------------------------------------ | ------------------------------------------------- | --- | ------------------------- | ------------------------------------------------- |
| Plánice, Křižíkova, Nr. 2374/7 (Standort)                                      | Statue des heiligen Johannes von Nepomuk          | Polychrome, überlebensgroße Sandsteinstatue auf einem hohen Prismensockel. Barockskulptur aus der ersten Hälfte des 18. Jahrhunderts. | 32109/4-3237 Info Katalog | Statue des heiligen Johannes von Nepomuk          |
| Plánice, Plánice 86, Křižíkova (Standort)                                      | Das Geburtshaus von František Křižík              | Mauerwerk im Erdgeschoss, teilweise Fachwerkhaus, im Innenraum mit Holzbalkendecken versehen. Ein Beispiel für Volksarchitektur aus der ersten Hälfte des 19. Jahrhunderts. Geburtshaus von František Křižík, mit Gedenktafel.                                                                                     | 33270/4-3231 Info Katalog | weitere Bilder                                    |
| Plánice, Kostelní 347 (Standort)                                               | Ehemalige Leichenhalle bei der Kirche St. Blasius | Ein kleines rechteckiges Gebäude mit einem halbkreisförmigen Chor, ursprünglich barock. In der Vergangenheit diente das Gebäude als Leichenhalle zur Kirche St. Blasius. | 49622/4-5129 Info Katalog | Ehemalige Leichenhalle bei der Kirche St. Blasius |
| Plánice, Kostelní, Nr. 48, Nr. 2374/34 (Standort)                              | Kirche St. Blasius                                | Eine einschiffige Kirche mit einem rechteckigen Kirchenschiff, einem quadratischen Chor mit einer Apsis und einem Turm über der Westfassade. Hochbarockes Sakralgebäude, von Kilian Ignaz Dientzenhofer entworfen. Breite Zugangstreppe.                                                                           | 38109/4-3229 Info Katalog | weitere Bilder                                    |
| Plánice, Kostelní 109 (Standort)                                               | Pfarrhaus                                         | Barockes Pfarrgebäude mit reich gestalteten Fassaden und erhaltener Innenausstattung nach den Entwürfen von Kilian Ignaz Dientzenhofer. Pfarrhof mit kleinem Kaplangebäude und Garten, der teilweise von einer barocken Umfassungsmauer begrenzt ist.                                                              | 23428/4-4225 Info Katalog | Pfarrhaus                                         |
| Plánice, Hauptplatz 180 (Standort)                                             | Rathaus                                           | Zweistöckiges Backsteingebäude mit einer einfachen spätklassizistischen Fassade und einem prismatischen Turm. Gebäude im Empire-Stil aus dem zweiten Viertel des 19. Jahrhunderts mit erhaltener Innenausstattung.                                                                                                 | 25833/4-3232 Info Katalog | weitere Bilder                                    |
| Plánice, Hauptplatz, Nr. 2374/7 (Standort)                                     | Säule mit der Statue der Heiligen Dreifaltigkeit  | Auf einem massiven Sockel steht eine hohe korinthische Säule mit einer Skulptur der Heiligen Dreifaltigkeit. Ein gutes Beispiel für regionale Steinskulpturen aus dem Barock vom Anfang des 18. Jahrhunderts. | 29941/4-3236 Info Katalog | weitere Bilder                                    |
| Plánice, Plánice 1, 179, 181, 240, 241, 257 (Standort)                         | Schloss Plánice                                   | Der Schlosskomplex besteht aus 2 Wohngebäuden, einem Bauernhof und ehemaligen Wohnhäusern. Brauerei. Zweistöckiges Herrenhaus im U-förmigen Grundriss mit niedriger Arkade im Erdgeschoss. Teile des Herrenhauses, das Ende des 16. Jahrhunderts erwähnt wurde, wurden im frühen Barock zu einem Schloss umgebaut. | 17849/4-3230 Info Katalog | weitere Bilder                                    |
| Plánice, Nepomucká, Červeného Mlýna, Nr. 246 (Standort)                        | Marterl                                           | Säule hinter dem Dorf an dem Weg nach Kratice. Eine prismatische Granitsäule mit einer Kapellenerweiterung mit flachen Nischen und geprägten Kreuzen aus dem Jahr 1643. Mitte 17. Jahrhundert. | 26339/4-3235 Info Katalog | Marterl                                           |
| Plánice, am Weg Richtung Hnačov unterhalb der alten Mühle, Nr. 2142 (Standort) | Sühnekreuz                                        | Rechteckige Steinplatte mit positivem Relief des lateinischen Kreuzes in einem massiven Sockel mit Steinmauern. Ein Beispiel für ein kleines Denkmal vielleicht mittelalterlichen Ursprungs, eines der wenigen erhaltenen Denkmäler dieser Art im Bezirk Klatovy.                                                  | 34453/4-3238 Info Katalog | Sühnekreuz                                        |
| Plánice, Nr. 2198/13, westlich von Nicov (Standort)                            | Kapelle Unserer Lieben Frau über der Quelle       | Eine kleine Backsteinkapelle über einer radioaktiven Quelle, die 1876 an der Stelle eines älteren Gebäudes im historisierenden Stil erbaut wurde. Die Existenz einer Quelle mit einer Kapelle begründete den Ruhm der nahe gelegenen Pilgerkirche in Nicov. Wichtiger Wallfahrtsort.                               | 52014/4-5292 Info Katalog | weitere Bilder                                    |
| Plánice, Nicov (Standort)                                                      | Kirche Mariä Geburt                               | Barockbau aus dem Jahr 1720 von Kilian Ignaz Dientzenhofer mit erhaltener Innenausstattung. Hochbarocke Architektur von höchstem Wert und grundlegender Bedeutung. Ein Kirchhof mit einer barocken Leichenhalle, umgeben von einer Mauer.                                                                          | 15773/4-3240 Info Katalog | weitere Bilder                                    |
| Plánice, Plánice 209, Nicov (Standort)                                         | Pfarrhaus                                         | Ein Beispiel für ein gut erhaltenes kleines Pfarrhaus mit Wirtschaftsgebäuden, aus der zweiten Hälfte des 19. Jahrhunderts. Das Gebäude vervollständigt die Umgebung der Wallfahrtskirche Maria Geburt. | 105715 Info Katalog       | Pfarrhaus                                         |
| Plánice, ungefähr 2,5 km südwestlich von Plánice, Nr. 1060/3 (Standort)        | Sühnekreuz                                        | Steinmonolith auf einem fünfeckigen Grundriss, mit einem Kreuz auf der Vorderseite und einer Inschrift. Sühnekreuz aus der ersten Hälfte des 17. Jahrhunderts, eines der wenigen erhaltenen Denkmäler dieser Art im Bezirk Klatovy.                                                                                | 44216/4-4303 Info Katalog | BW                                                |

### Kvasetice
| Lage                               | Objekt          | Beschreibung | ÚSKP-Nr.                  | Bild           |
| ---------------------------------- | --------------- | --- | ------------------------- | -------------- |
| Kvasetice, Kvasetice 31 (Standort) | Festung Barbora | Ein Beispiel für ein kleines mittelalterliches Feudalhaus, das in einen barocken Getreidespeicher umgewandelt wurde. Dies sind die Überreste einer gotischen Festung mit jüngeren Renaissance-Modifikationen, die zusammen mit anderen Wirtschaftsgebäuden im Innenhof erhalten geblieben sind. | 28664/4-3107 Info Katalog | weitere Bilder |

### Bližanovy
| Lage                                       | Objekt              | Beschreibung | ÚSKP-Nr.                  | Bild |
| ------------------------------------------ | ------------------- | --- | ------------------------- | ---- |
| Bližanovy, Bližanovy 39, Nr. 19 (Standort) | Speicher bei Nr. 39 | Ein sehr seltenes Beispiel eines spätmittelalterlichen Wirtschaftsgebäudes mit erhaltenen historischen Strukturen. | 24513/4-2755 Info Katalog | BW   |

### Lovčice
| Lage                                                                                        | Objekt                          | Beschreibung | ÚSKP-Nr.                  | Bild                            |
| ------------------------------------------------------------------------------------------- | ------------------------------- | --- | ------------------------- | ------------------------------- |
| Lovčice, Lovčice 1, 28 (Standort)                                                           | Schloss Lovcice                 | Eingeschossiges Gebäude mit Barockfassaden, entworfen von Kilian Ignaz Dientzenhofer. Ein Beispiel für ein kleines barockes ländliches Adelshaus mit Wirtschaftsgebäuden und einem ehemaligen Park. | 46195/4-3106 Info Katalog | weitere Bilder                  |
| Lovčice, im Wald östlich von Blížanova und nordnordöstlich von Lovčic, Nr. 399/4 (Standort) | Befestigte Siedlung Velký kámen | Der südlichste Beweis für die Siedlungen der Chamer Kultur in Westböhmen, ein typisches und beeindruckendes Beispiel für diese spezifischen Siedlungsorte in der späten Steinzeit.                  | 41826/4-3983 Info Katalog | Befestigte Siedlung Velký kámen |

### Pohoří
| Lage                         | Objekt      | Beschreibung | ÚSKP-Nr.                  | Bild        |
| ---------------------------- | ----------- | --- | ------------------------- | ----------- |
| Pohoří, Pohoří 19 (Standort) | Haus Nr. 19 | Fachwerkhaus mit Schindeldach und erhaltener Innenausstattung. Am Wohngebäude kleiner eingeschossiger Schuppen und gegenüberliegende Backsteinscheune. Ein Beispiel für Volksarchitektur vom Vorgebirgstyp aus dem 18. Jahrhundert, angeblich Wohnort von Josef Kajetán Tyl. | 34172/4-3245 Info Katalog | Haus Nr. 19 |

### Zbyslav
| Lage                                                                  | Objekt  | Beschreibung | ÚSKP-Nr.                  | Bild |
| --------------------------------------------------------------------- | ------- | --- | ------------------------- | ---- |
| Zbyslav, nördlicher Teil des Dorfes, bei Nr. 45, Nr. 699/3 (Standort) | Marterl | Stark nach oben verjüngende Mauerwerksäule mit einer zylindrischen Verlängerung mit vertiefter Nische. Ein Beispiel für kleine Volksarchitektur der ersten Hälfte des 19. Jahrhunderts. | 21309/4-3514 Info Katalog | BW   |

### Vracov
| Lage                            | Objekt           | Beschreibung | ÚSKP-Nr.            | Bild |
| ------------------------------- | ---------------- | --- | ------------------- | ---- |
| Vracov, Vracov če. 1 (Standort) | Wassermühle      | Wassermühle: Wohngebäude Nr. 1 mit Mühle, Schweinestall, Scheune, Schuppen, Keller, Gehege, Abflusskanal. Wassermühle mit Mühle mittelalterlichen Ursprungs und vollständig erhaltener Mühlenausrüstung aus dem 17. bis 18. Jahrhundert. Unterhalb des Damms des Vracovský-Teichs. | 104707 Info Katalog | BW   |
| Vracov, Vracov Nr. 2 (Standort) | Bauernhaus Nr. 2 | Bauernhaus, wahrscheinlich spätmittelalterlichen Ursprungs. | 106121 Info Katalog | BW   |

### Zdebořice
| Lage                         | Objekt             | Beschreibung | ÚSKP-Nr.                  | Bild           |
| ---------------------------- | ------------------ | --- | ------------------------- | -------------- |
| Zdebořice, Nr. 36 (Standort) | Kirche St. Ägidius | Ursprünglich eine gotische Kirche aus der ersten Hälfte des 14. Jahrhunderts, die in zwei Barockstadien wieder aufgebaut wurde. Eine kleine Barockstatue von St. Johannes von Nepomuk auf einem dekorativen Sockel aus der Mitte des 18. Jahrhunderts. | 42212/4-3515 Info Katalog | weitere Bilder |